# Cedro (araldica)
In araldica il cedro, conifera, è simbolo di pietà e misericordia per i suoi frutti ritenuti benefici per gli uomini. Può designare azioni virtuose, fama gloriosa, sapienza, vera amicizia e verginità incontaminata.
A causa della sua lunghissima vita era anche simbolo di immortalità per la stirpe di chi lo portava nel blasone.
Viene generalmente raffigurato fiorito e fruttifero.
Il cedro araldicamente più noto è quello che compare nello stemma e nella bandiera del Libano.
Omonimo, ma diverso, è il frutto dell'agrume cedro, che compare anch'esso talvolta in araldica, ad esempio nello stemma di Santa Maria del Cedro.

Cedro del Libano
Nel 2º di rosso, al cedro d'argento (San Jerónimo, Colombia)
Frutto dell'agrume cedro nello stemma di Santa Maria del Cedro